# Korzeniowszczyzna (obwód miński)
Korzeniowszczyzna (biał. Каранеўшчына, Karanieuszczyna; ros. Кореневщина, Korieniewszczina) – wieś na Białorusi, w obwodzie mińskim, w rejonie kleckim, w sielsowiecie Czerwona Gwiazda, nad Bałwanką.
Współcześnie w skład wsi wchodzą dawne miejscowości: wieś i folwark Korzeniowszczyzna, wieś Kasinty (Kasiuty) oraz zaścianek Przechody.

## Historia
W XIX i w początkach XX w. folwark Korzeniowszczyzna i wieś Prochody (Przechody) położone były w Rosji, w guberni mińskiej, w powiecie słuckim.
W dwudziestoleciu międzywojennym miejscowości leżały w Polsce, w województwie nowogródzkim, w powiecie nieświeskim, w gminie Hrycewicze. Demografia w 1921 przedstawiała się następująco:
|                           | Liczba mieszkańców | Budynki | Narodowość  | Narodowość | Narodowość | Narodowość        | Wyznanie    | Wyznanie   | Wyznanie |
| Polacy                    | Liczba mieszkańców | Budynki | Białorusini | Żydzi      | inna       | rzymskokatolickie | prawosławne | mojżeszowe |          |
| ------------------------- | ------------------ | ------- | ----------- | ---------- | ---------- | ----------------- | ----------- | ---------- | -------- |
| wieś Korzeniowszczyzna    | 132                | 25      | –           | 132        | –          | –                 | –           | 132        | –        |
| folwark Korzeniowszczyzna | 41                 | 3       | 36          | 4          | –          | 1                 | 32          | 9          | –        |
| wieś Kasinty              | 179                | 31      | –           | 174        | 5          | –                 | –           | 174        | 5        |
| folwark Przechody         | 17                 | 2       | –           | 17         | –          | –                 | –           | 17         | –        |
| zaścianek Przechody       | 27                 | 3       | 18          | 9          | –          | –                 | 14          | 13         | –        |

Położone były wówczas przy granicy ze Związkiem Sowieckim. Na początku lat 20. mieściły się tutaj placówki 29 Batalionu Celnego (Korzeniowszczyzna, Kasiuty i Przechody) i 29 Batalionu Straży Granicznej (Korzeniowszczyzna i Kasiuty), a w latach 1925-1939 strażnica KOP „Korzeniowszczyzna”.
Po II wojnie światowej w granicach Związku Sowieckiego. Od 1991 w niepodległej Białorusi.